# Yasuhiro Nakasone
Yasuhiro Nakasone (中曽根 康弘?, Nakasone Yasuhiro; Takasaki, 27 maggio 1918 – Tokyo, 29 novembre 2019) è stato un politico giapponese che ha ricoperto l'incarico di primo ministro del Giappone dal 27 novembre 1982 al 6 novembre 1987.

## Biografia

### Gioventù

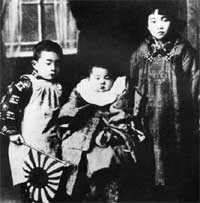
Primo compleanno di Yasuhiro Nakasone qui ripreso con la sorella maggiore Shōko e il fratello più grande Kichitaro

Nato il 27 maggio 1918 al n. 35 di Suehirochō, a Takasaki, nella prefettura di Gunma, da Matsugoro Nakasone, un commerciante di legname, e da sua moglie Yuku Nakamura, terzogenito di sei figli, di cui gli ultimi due morti in tenera età, e secondo figlio maschio, prima di entrare in politica conseguì la laurea presso il Dipartimento di scienze politiche alla Facoltà di giurisprudenza dell'Università Imperiale di Tokyo e partecipò alla seconda guerra mondiale, durante la quale servì nella Marina imperiale in qualità di ufficiale di complemento, terminando il conflitto col grado di maggiore del Corpo di commissariato (servizio amministrativo) della Marina (海軍主計少佐?,  Kaigun shukei shōsa).

### Il servizio in Marina durante la guerra
La sua carriera da ufficiale iniziò frequentando la Scuola di amministrazione della Marina, uscendone fresco di nomina il 18 aprile 1941. L'11 agosto dello stesso anno fu imbarcato sull'incrociatore pesante Aoba (1ª Flotta, 6ª Divisione incrociatori) sul quale svolse esercitazioni nel Pacifico al largo della prefettura di Kōchi nella baia di Tosa. il 20 novembre successivo venne trasferito al 2º reparto costruzioni (Shisetsubu) del 2º Distretto navale con quartier generale a Kure dove giunse il 26.
In qualità di ufficiale amministrativo supervisionò le ordinazioni e l'approvvigionamento di razioni, munizioni, carburante, aerei Mitsubishi G4M, caccia "Zero" e il loro imbarco sulle navi da trasporto assieme a 3.000 marinai della Forza speciale da barco, sino alla partenza, prevista per il 29, venendo costretto ad organizzare tutto di giorno e a caricare di notte, restando quasi senza dormire. Il convoglio salpò il 29 novembre con a bordo 2.000 artieri e Nakasone venne imbarcato sulla Taito Maru, giungendo a Davao, sull’isola di Mindanao, dove sbarcarono l'8 dicembre 1941, dopo l'inizio della guerra del Pacifico, per l'invasione e occupazione delle Filippine e subendo il bombardamento da parte di B-17 dell'USAAF durante la costruzione del campo d'aviazione.
Successivamente, diretti nel Borneo per l'invasione delle Indie orientali olandesi, il 24 gennaio 1942, nella battaglia navale di Balikpapan, Nakasone vide affondare nello stretto di Makassar 4 delle 14 navi giapponesi del convoglio per le operazioni di sbarco. I corpi di 23 compagni morti in questa battaglia furono cremati sulla spiaggia e Nakasone scrisse una poesia sui suoi pensieri di quel momento.
Quindi prestò servizio nella città di Balikpapan, dove ordinò ai suoi uomini di dare la caccia e rapire donne da usare come schiave sessuali, (ne sopravvivono documenti ufficiali nei quali viene lodato per averne rapite tante). Quando nel 2007 gli fu chiesto di questo, affermò che le donne erano state portate in un "circolo ricreativo" per giocare a shōgi e go con gli ufficiali uomini. Criticato sulla questione, rifiutò di ammettere qualsiasi responsabilità, insistendo sul fatto di non essere mai stato a conoscenza che le donne fossero costrette a tali servizi.
Nakasone continuò a servire come ufficiale commissario. Trasferito a Makō, il 10 marzo dello stesso anno, fu destinato al reparto di costruzione della Marina venendo promosso capitano a novembre. Il 18 agosto 1943 Nakasone fu distaccato al Deposito della marina di Takao (Comando presidio di Makō). Il 1º novembre 1944, Nakasone fu aggregato al 1º Distretto navale con quartier generale a Yokosuka.
L'11 febbraio 1945 si sposò con Tsutako, figlia di Giichirō Kobayashi, sorella minore di un compagno e professore all'Università di Waseda. Subito dopo, il 25 febbraio, suo fratello minore Ryosuke, sottotenente di vascello anch'egli ufficiale della marina, morì a bordo di un aereo da trasporto Showa/Nakajima L2D (103ª Squadriglia navale) che lo stava portando da Kisarazu alla base aerea di Iwakuni assieme ad altri 11 militari: il velivolo si schiantò sul monte Tsubonegatake a causa di una tormenta di neve.
Finita la guerra si congedò col grado di maggiore commissario della marina. Il 29 ottobre 1985, dopo essere entrato in carica come primo ministro, Nakasone rispose all'interpellanza di Mitsuo Higashinaka (Partito Comunista Giapponese) alla Commissione bilancio della Camera dei rappresentanti sulla questione del Santuario Yasukuni durante la guerra in Estremo Oriente; affermò che «Quella fu una guerra insensata e una guerra sbagliata», ammettendo, di fatto, l'aggressione contro la Cina.

### Carriera politica
La sua carriera pubblica cominciò nel 1946, quando fu eletto alla Dieta come membro della Camera dei rappresentanti. Nel corso degli anni conquistò notorietà ed autorevolezza all'interno del Partito Liberal Democratico fino a divenire, nel 1959, ministro della scienza nel governo Kishi. Successivamente sarebbe stato ministro dei Trasporti dal 1967, ministro della Difesa dal 1970, ministro del commercio e dell'industria dal 1972, ministro dell'amministrazione dal 1981 e primo ministro dal 1982. Durante il suo governo inaugurò una nuova era di relazioni amichevoli con l'Unione Sovietica e la Repubblica Popolare Cinese ma, nel contempo, strinse ancora di più i legami del Giappone con gli Stati Uniti, di cui ammirava molto il presidente Reagan.
In politica interna divenne noto per aver intrapreso una vasta politica di privatizzazioni (fra cui quella delle ferrovie), che avrebbero favorito la crescita economica, ma anche per aver rivitalizzato il sentimento nazionalista dei giapponesi. Esempi di quest'ultimo indirizzo sono la visita del 1985 al santuario Yasukuni (la prima di un capo di governo giapponese dalla fine della guerra) e le dichiarazioni in cui proclamò che il successo economico del suo paese era figlio dell'assenza di minoranze etniche, che invece abbondavano in America, abbassando il livello medio di QI. Ciò provocò le proteste della piccola minoranza coreana (nonché le dimissioni del suo ministro dell'istruzione), in seguito alle quali fu costretto a precisare che aveva inteso riferirsi all'assenza di "minoranze problematiche".
Nel 1987 si dimise dall'incarico per permettere un ricambio naturale al vertice, ma anche per non danneggiare i nuovi equilibri interni creatisi nell'LPD. Rimase comunque in parlamento per altri 16 anni, nonostante gli scandali che lo videro coinvolto tra la fine degli anni ottanta e l'inizio degli anni novanta (su tutti quello della Recruit). Venne escluso dalla lista liberaldemocratica alle elezioni solo nel 2003, su pressione dell'allora premier Koizumi, nell'ambito di un duro scontro fra vecchia e nuova guardia del partito. Da allora si è ritirato a vita privata fino alla morte, avvenuta nel 2019 all'età di 101 anni, fatto che lo rende il secondo primo ministro giapponese più longevo dopo Naruhiko Higashikuni.